# Wenns
Wenns è un comune austriaco di 1 983 abitanti nella valle Pitztal in Tirolo, amministrativamente appartiene al distretto di Imst.